# Marc Hamilton
Pour les articles homonymes, voir Hamilton.
 (février 2022).
Si vous disposez d'ouvrages ou d'articles de référence ou si vous connaissez des sites web de qualité traitant du thème abordé ici, merci de compléter l'article en donnant les références utiles à sa vérifiabilité et en les liant à la section « Notes et références ».
Marc Hamilton est un chanteur québécois né à Matane le 2 février 1944 et mort à Saint-Jérôme le 17 février 2022. Il est principalement célèbre pour sa chanson Comme j'ai toujours envie d'aimer, sortie en 1970.

## Biographie
Né à Matane le 2 février 1944, Marc Hamilton passe sa jeunesse à Saint-Timothée près de Salaberry-de-Valleyfield.
En 1964, le chanteur fonde le groupe Les Shadols avec Réal Brousseau (guitare), François Carel (guitare), Normand Bouchard (guitare basse) et Michel Bourgon (batterie). Le groupe sera renommé Les Monstres en 1965, puis finalement dissous en 1967. De 1967 à 1968, il joint le groupe Les Caïds.
Par la suite, Marc Hamilton entame une carrière solo. Il devient célèbre du jour au lendemain pour sa chanson Comme j’ai toujours envie d’aimer (en) : sortie en février 1970, le single s'est vendu à plus de 500 000 exemplaires en France. Traduite dans plusieurs langues, elle a été reprise par plusieurs interprètes et est considérée par la SOCAN comme un des « grands classiques de la chanson québécoise ».
La SODRAC considère le chanteur comme un grand de la chanson québécoise, au même titre que Robert Charlebois, Jean-Pierre Ferland, Claude Léveillée, Raymond Lévesque, Gilles Vigneault ou encore Félix Leclerc.
Afin de commémorer le cinquantenaire du drapeau du Québec, un jury choisit 50 chansons, dont Comme j'ai toujours envie d'aimer de Marc Hamilton. Il est alors honoré par la ministre de la Culture, Line Beauchamp et la Fondation de la SPAC. Le 27 janvier 2007, il est intronisé au Panthéon des auteurs et compositeurs canadiens.
Marc Hamilton est nommé le représentant de Loto-Québec pour souligner les 25 ans d'existence de la société.
Marc Hamilton a écrit des comédies musicales, des musiques de films et une autobiographie. Il a fait de la mise en scène, de la production de plusieurs artistes québécois et internationaux, dont Offenbach et John Mayhill. Producteur de disques, ingénieur de son et monteur de films, il a dirigé une salle de spectacles de 800 personnes durant 3 ans, Le Grand Salon du Domaine Mascouche. Il a également dirigé l’orchestre de l'Opéra national de Paris et collaboré avec Gérard Manset et Ennio Morricone.
Le 17 février 2022, Marc Hamilton décède de la COVID-19 à l'hôpital de Saint-Jérôme.

## Discographie
- Marc Hamilton (1970)
- Comme j'ai toujours envie d'aimer (1970)
- Au fond des choses (1972)
- Peau de femmes (1981)
- J'ai un bon deal (1984)
- J'ai un rendez-vous d'amour (1987)
- Malgré les murs (1996)
- Rétrospective (1996)
- Marc Hamilton chante Aznavour (2003)